# مالك بن العجلان
مالك بن عجلان بن زيد السالمي الخزرجي سيد الأوس والخزرج في يثرب قبل الإسلام، اشتهر بقتله للفطيون اليهودي ملك يثرب حينها، حيث كان الفطيون رجلًا شديدًا فظًّا يعتدي على نساء الأوس والخزرج، فقتله مالك بن العجلان وفر إلى الشام إلى ملك من ملوك الغساسنة. كما اشتهر بحربه مع بني عمرو بن عوف.

## قصته
كان اليهود يحكمون يثرب حين نزلها الأوس والخزرج، ولم يزل الأمر كذلك إلى أن ملك عليهم الفطيون اليهودي، وهو من بني إسرائيل ثم من بني ثعلبة، وكانت اليهود تدين له بأن لا تزوج امرأة منهم إلا دخلت عليه قبل زوجها، وقيل: إنه كان يفعل ذلك بالأوس والخزرج أيضًا. ثم إن أختا لمالك بن العجلان السالمي الخزرجي تزوجت، فلما كان زفافها خرجت عن مجلس قومها وفيه أخوها مالك وقد كشفت عن ساقيها. فقال لها مالك «لقد جئت بسوء»، قالت: «الذي يراد بي الليلة أشد من هذا، أدخل على غير زوجي!» ثم عادت فدخل عليها أخوها فقال لها: «هل عندك من خبر؟» قالت: «نعم، فما عندك؟» قال: «أدخل مع النساء فإذا خرجن ودخل عليك قتلته». قالت: «افعل». فلما ذهب بها النساء إلى الفطيون انطلق مالك معهن في زي امرأة ومعه سيفه، فلما خرج النساء من عندها ودخل عليها الفطيون قتله مالك وخرج هاربًا، فقال بعضهم في ذلك من أبيات:
وفر إلى الشام إلى ملك من ملوك الغساسنة اسمه «أبو جبيلة»، وتذكر الرواية أن أبا جبيلة سار إلى المدينة ونزل بذي حرض، ثم كتب إلى اليهود يتودد إليهم، فلما جاءوا إليه قتلهم، فتغلبت من يومئذ الأوس والخزرج، وصار لهم الأموال والآطام. ثم رجع «أبو جبيلة» إلى الشام، وصارت اليهود تلعن «مالك بن عجلان»، وهم يروون في ذلك أبياتًا ينسبونها إلى شاعر اسمه «الرمق بن زيد الخزرجي». ويذكر الإخباريون أن اليهود صورت «مالك بن عجلان» في معابدهم وبيعهم؛ ليراه الناس فيلعنوه.
اشتهر مالك أيضًا بحربه مع بني عمرو بن عوف، التي جاءت في كتاب الأغاني للأصفهاني، وكان شاعرًا وله في هذه الحرب قصيدة، وكان إذا حارب تنكر وغيّر لباسه لئلا يعرفه خصومه فيقصدوه. وكان معاصرًا لأحيحة بن الجلاح.